# Лорел (Мэриленд)
Лорел (англ.  Laurel ) — город в округе Принс-Джорджес в штате Мэриленд США.

## Описание
Находится в центральном Мэриленде, на реке Патаксент на полпути между Вашингтоном и Балтимором. Земля была запатентована Ричардом Сноуденом, который прибыл около 1658 года и основал сообщество. Особняк Монпелье (1783 г.; георгианский), построенный Томасом Сноуденом, теперь принадлежит Национальному столичному парку Мэриленда и комиссии по планированию. Город был назван в честь местных лавровых деревьев. После Второй мировой войны сообщество пережило рост как жилой и промышленный центр. Там находится Лаборатория прикладной физики Университета Джонса Хопкинса. Ипподром Лорел-парка предлагает скачки чистокровных лошадей.

## Население
1. Н/Д[4]
2. Н/Д[5]